# Rybka

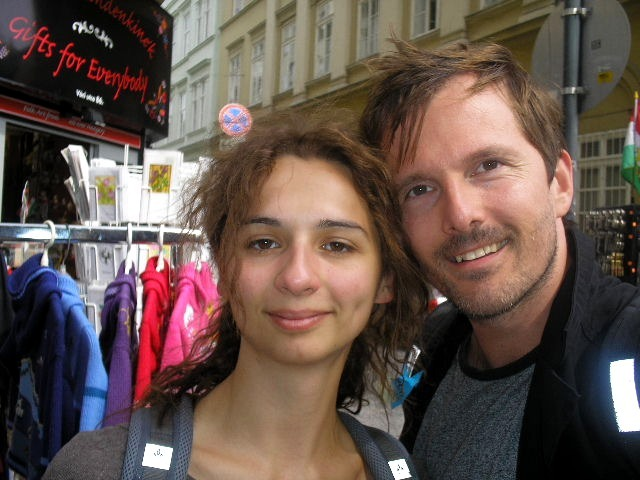
Vasik Rajlich, a szoftver programozója és felesége, Iweta

A Rybka a világ egyik legerősebb sakkszoftvere, a 2007-es amszterdami és a 2008-as pekingi Sakkszámítógép Világbajnokság győztese.
Megjelent a program legújabb és legerősebb verziója, a Rybka 4.1. Valamelyest tényleg erősebb az eddigi verzióknál, de nem csökkent a hátránya a nagy rivális Houdini programmal szemben (kb. 60 Elo pont) Erősen vesztett a fejlesztés a dinamizmusából a "clone botrány" kimenetele miatt.
A gép Joel Benjamin nemzetközi nagymestert győzte le 4.5–3.5-re, úgy, hogy ellenfelének minden játszmában (tehát sötéttel is!) gyalogelőnyt adott.
Programozója: Vasik Rajlich cseh-amerikai nemzetközi mester. A 2.3-as verzió óta az értékelő funkciót Larry Kaufman nemzetközi mester kezeli. A szoftver fő tesztelője Rajlich felesége, a lengyel Iweta Rajlich.
Neve csehül halacskát jelent. Amikor egy interjúban megkérdezték, Rajlich nem akarta elárulni, miért ezt a nevet választotta.
Az induló verzió ingyen is letölthető.

## 2010 fejleményei
Hosszú várakozás után megjelent a várva várt 4.0-s változat, amely sokak várakozása ellenére nem hozott átütő sikert. 
50-60 Élő-pont növekedést lehet regisztrálni a 3.0-s változattal összehasonlítva, amely számottevő fejlődés, ám ugyanakkor sok bug maradt a programban, amely bosszantó hibákhoz vezethet bizonyos állásokban. A javított változat a mai napig nem került kiadásra (2010. november 20.) - amely komoly csalódást és felháborodást keltett a vásárlók körében. (Sok rajongó el is fordult ettől a programtól, mert nem érezték, hogy a fejlesztő cég minimálisan is foglalkozna az észrevételeikkel és igényeikkel.)

## A "clone botrány"
Ez röviden arról szólt, hogy sokáig a Rybka team támadta azokat a programokat, amelyek felhasználták a Rybka program egyes gépikódú programrészeit, majd később kiderült, hogy a Rybka programozója is erősen támaszkodott előző programok (Crafty, Fruit) programrészleteire, ezért az International Games Association 2011 júniusában visszamenőleg minden címétől megfosztotta a Rybka programot.
Állítólag orosz programozók visszafejtették a Rybka kódját és különböző neveken, különböző változatokat tesznek ki a világhálóra.  "Clone-ak" vélt változatok  - Ivanhoe, Iggorit, Firebird, Houdini stb.  Addig nem is okozott nagyobb felzúdulást az ügy, amíg ezek a programok játékereje meg nem közelítette (majd el nem hagyta) a Rybka 4 játékerejét - innen már természetesen üzleti érdekeket sértett ezen programok futótűzszerű terjedése (ezek ingyen letölthető programok) - és bizonyos mértékadó site-ok nem engedik ezen programok használatát, nem beszélve a különböző versenyekről, ahonnan szintén ki vannak zárva.
Ez már csak azért is érdekes, mert annak idején a Rybka korábbi változatai sem a 0-ról készültek, hanem a neten megtalálható ígéretes programokból lett kifejlesztve (Fruit), tehát lehetne ezt is "Clone"-nak nevezni!